# 宮城宗典
宮城 宗典（みやぎ むねのり、1965年1月8日 - 1988年3月29日）は東京都出身の歌手。血液型はO型。ヒルビリー・バップスの初代ボーカル。享年23。

## 来歴
バンド「ヒルビリー・バップス」のボーカルとして、1986年4月25日にシングル『微熱なキ・ブ・ン』でデビュー（同曲はライオンの制汗デオドラント「BAN16」のCMソングとして起用された）。
深夜放送のドラマ『ヒルビリー・ザ・キッド』や映画『微熱少年』への出演など、音楽以外にも活動の幅を広げ、徐々に知名度が上がっていった。そんなデビュー2年目、全国ツアー初日を終えた翌日朝方、高層建物から飛び降りをはかり数時間後に亡くなる。死因は内出血による内臓破裂(膝下は複雑骨折していた)。
前述の活動に疑問を抱き、バンドとして目指す音楽から乖離したジレンマによる鬱の症状があったと言われているが、遺書も遺言も残されておらず根拠はない。真相は謎に包まれたままである。
宮城は、ある番組にて「意識が外に向かっている。自己満足の世界ではないというか...」と発言している。
自性院境内（東京都江東区亀戸）に供養塔「施無畏（せむい）観音」がある。現在もたくさんのファンが訪れ、宮城が生前好んだガーベラが絶えることはない。参詣時間は家族の諸事情により、当初13時から17時までとされていたが、死後21年目をもって時間の制約がなくなった。

## 人物
宮城宗典のファンである折原みとは、彼をモデルに小説『真夜中を駆けぬける』の物語を創作した。

## 主な出演

### バラエティ番組
- まんまとアイドル（1986年10月 - 1987年3月、テレビ朝日）

### テレビドラマ
- ヒルビリー・ザ・キッド（1987年10月 - 1988年3月、テレビ朝日）

### 映画
- 微熱少年（1987年6月13日、東宝） - 加藤 役